# Masová kultura
Masová kultura (z latinských slov massa – hmota a colere – pěstovat, starat se) je souhrn informací, hodnot a artefaktů zprostředkovávaných masovými médii tak, aby je mohl snadno konzumovat (spotřebovávat) co nejširší okruh příjemců (spotřebitelů). Masová kultura je kultura produkována pro masové publikum, není tedy určena výlučné skupině lidí, jedná se o komercionalizovanou a homogenizovanou kulturu. Kulturní produkty, které nabízí, lze charakterizovat jako standardizované a unifikované. Prvotním cílem masové kultury je své publikum pobavit a posloužit k zaplnění jejich volného času. Preferuje méně náročné žánry a podporuje nekritický přístup, podléhá zákonu nabídky a poptávky.
Masová kultura bývá často ztotožňována s populární kulturou. Jejími protiklady jsou na jedné straně vysoká kultura vzdělaných elit a na druhé straně subkultury menších částí společnosti.

## Vznik a charakteristika
Vznik masové kultury spadá do USA a západní Evropy v období 18. a 19. století a je neodlučně spojen s obdobím průmyslové revoluce a s ní spojenou industrializací a urbanizací. Jde o komplex široce užívaných pravidel a vzorců chování. Jedním z jejich hlavních rysů je velká standardizace, komercializace, univerzalita, homogenita, snaha přizpůsobit se publiku a popírání individuality. Je pro ni charakteristická hromadná spotřeba a snadná dostupnost. Jejím cílem je oslovit a bavit široké masy lidí. Bývá často ztotožňována s vulgární kulturou, tj. kulturou nízké úrovně.
Masovou kulturu jako jeden z charakteristický rysů masové společnosti definoval např. William Kornhauser v roce 1959. Tato kultura bývá kritizována především za potírání kulturních zvláštností, preferování méně náročných žánrů a podporu pasivního a nekritického postoje. Podle Denise McQuaila je masovou kulturu možné popsat pomocí šesti základních znaků jako: netradiční, neelitní, masově produkovanou, populární, komercionalizovanou a homogenizovanou. Největšími kritiky masové kultury byli především stoupenci tzv. Frankfurtské školy.

## Spotřebitelská základna masové kultury
Masová kultura není určena žádné elitní skupině obyvatel. Jejím konzumentem je masové publikum. Tomu je předávána v prvé řadě pomocí masových médií, která jsou schopna působit v jednu chvíli na velké množství jedinců, aniž by docházelo k jejich vzájemnému fyzickému přiblížení. Působením masové kultury je zpětně vytvářena spotřebitelská základna uniformních konzumentů požadujících další přísun jejích produktů. Publikum masové kultury je homogenní a nelze říci, že by její spotřebitelé byli primárně určeni příslušností ke konkrétní společenské vrstvě. Obecně se však pojmem masové publikum míní převážně členové nižších a středních tříd.

## Historické okolnosti vzniku masové kultury
Vznik masové kultury úzce souvisí s nástupem průmyslové revoluce ve 2. polovině 18. století. Toto období je spojeno s migrací lidí do velkých průmyslových center a zároveň se změnou společenských a pracovních vztahů. Jedná se o vytržení člověka z jeho původních komunitních sítí a jeho větší náchylnost k tzv. vnějškovému řízení. První uživatelé produktů masové kultury byly příslušníci nově vzniklé dělnické třídy v oblasti západní Evropy a severní Ameriky. K nástupu těchto společenských vrstev se váže také nový fenomén volného času, který byl až doposud vyhrazen pouze elitě a jež bylo třeba zaplnit.

### Masová kultura jako produkt masové společnosti
Podle Hannah Arendtové (esej Krize kultury) je masová kultura přímým produktem masové společnosti. Základní krok spočívá v tom, že společnost začala kulturu používat k vlastním cílům (jako je postavení nebo úspěch). Toto je možné vysvětlit na příkladu romantismu, pro který je typický konflikt mezi kulturou a oficiální kulturou. Největší rozdíl mezi společností a masovou společností tedy spočívá v tom, že společnost kulturu nespotřebovávala, ale chtěla ji. Naopak masová společnost kulturu nechce, chce zábavu. Výsledkem je, že takto produkovanou zábavu konzumují stejně jako jiné zboží. Arendtová používá pro tento typ kultury označení masová zábava, jež je podle ní příhodnější než masová kultura.

### Masová kultura jako produkt masových médií
Podle Umberta Eca a Zygmunta Baumana je masová kultura produktem masových médií (televize, tisk, internet, rozhlas). Masová média ovládají veřejné mínění a udávají důležitost věcem tím, jak a zda vůbec se o ně zajímají (tzv. gatekeeping). Tuto moc má tedy i masová kultura jako taková. Eco to zdůvodňuje na příkladu vynálezu knihtisku (tehdy se podle něj i kulturní průmysl začal rozvíjet), kdy vydavatelé poprvé pocítili nutnost přizpůsobit se publiku. Přizpůsobování se je podle Eca hlavním rysem kulturního průmyslu.

### Masová kultura jako nástupce lidového umění
Podle Dwighta McDonalda existovaly do roku 1750 dvě formy kultury: folk art (= lidové umění) a high culture (= vysoká kultura). Lidové umění bylo tvořeno zdola a spontánně. Tvořilo a šířilo je nejširší lidové publikum. Naproti tomu vysoké umění bylo záležitostí elit. Tyto dvě formy se ani neprolínaly, ani nijak neovlivňovaly. V polovině 18. století nastává zvrat. Lidová kultura je postupně nahrazována masovou kulturou.
Masová kultura může být tedy do jisté míry chápána jako protiklad kultury tradiční nebo lidové, jež není lidem pouze pasivně přijímána, ale i aktivně vytvářena. Lidová kultura tvořila neoddělitelnou součást každodenního života a její produkty nevznikaly primárně jako umělecké artefakty s již vloženou estetickou hodnotou. Naproti tomu kultura masová je produkována malým množstvím tvůrců a šířena mediálními kanály k pasivní konzumaci unifikovanými spotřebiteli.

## Frankfurtská škola a kritika masové kultury
Nejznámějšími kritiky masové kultury (a vlivu médií na společnost obecně) byla skupina německých intelektuálů spjatých s Ústavem pro sociální výzkum ve Frankfurtu nad Mohanem. Označuje se proto pojmem Frankfurtská škola. Mezi její představitele patřili Max Horkheimer, Theodor W. Adorno, Herbert Marcuse, Walter Benjamin nebo Erich Fromm.
Členové Frankfurtské školy považovali masovou kulturu za přímý produkt kulturního průmyslu. Negativně hodnotili především standardizaci a komercializaci. Kritizovali situaci, kdy se kulturní artefakty zásluhou kulturního průmyslu mění ve zboží, které má svým původcům zajistit maximální možný příjem. Publiku ale nenabízí možnost polemizovat se stávajícím společenským, hospodářským a politickým uspořádáním, ani mu oponovat.

## Genderové aspekty masové kultury
Masová média reprodukují hluboce zakořeněné společenské předsudky rozmanitými formami. Média také slouží jako jeden ze základních socializačních faktorů, prostřednictví nichž se člověk od svého narození po celý svůj život začleňuje do společnosti. V rámci socializace se jedinec učí společenským normám a hodnotám, což v rovině genderu (tzv. genderová socializace) znamená vžívání se do „mužských“ nebo „ženských“ rolí. Média, resp. masová kultura ovlivňuje tuto rovinu například tím, jaký jazyk používají a jak muže a ženy vyobrazuje (módní trendy, reklama, filmy, soap opery, ženské romány, ženské časopisy, ideál krásy, normativní heterosexualita atd.)

### Genderový stereotyp v masových médiích – reklama
Děti se v rozdělení pohlavních rolí orientují do značné míry na základě všudypřítomného poselství televizních pořadů a reklam. Psychologické studie médií potvrzují, že televizní reklama obvykle nenarušuje tradiční poměry mezi pohlavími, ba že je dokonce prohlubuje. Média stereotypně prezentují ženy i muže podle pohlavních rolí. Ženy jsou zpravidla v reklamách představovány jako postavy spojené s prostředím domova a rodiny. Ve společnosti zaujímají místo v roli uklízečky nebo matky-živitelky. Naproti tomu můžeme zhlédnout reklamy, ve kterých dominují muži řídící silná auta a používající nejnovější elektronické přístroje, čímž je vyjádřena síla a technické zaměření.

### Masová média a mýtus krásy
Reklamy vytvářející obsahy vizuálního charakteru se v dnešní době pokoušejí prosadit pouze jednu verzi ženské identity, ženy s dokonalými mírami a vzhledem. Kvalita ženy nespočívá v jejích intelektuálních dovednostech, ale v její reprezentativní funkci. V reklamách hrají jen ty ženy, jejichž věk nepřekročil hranici třiceti let, všechny mají štíhlé pasy, plná ňadra a dlouhé nohy. Paradoxem je, že často vhodné nalíčení, oblečení způsobí to, že představují „ideál“ krásy. Jedná se o další bod spojený s masovou kulturou a mýtem krásy, který se rovněž objevuje v reklamách. Žena je prezentována především jako bytí-viděné. Stáří je u ní bráno jako nemoc. Je kladem důraz na štíhlou postavu. Toto může mít neblahé účinky na mladé dívky i ženy, které v důsledku snahy přiblížit se k ideálu krásy reprodukovaném médii trpí psychologicky podmíněnými poruchami stravování – anorexie a bulimie.